# Regatul Württemberg
Regatul Württemberg (în germană Königreich Württemberg) a fost un stat ce a existat între 1806 și 1918, aflat în zona actualului land german Baden-Württemberg. Regatul a fost continuatorul fostului ducat Württemberg, care a apărut în 1495. Până în 1495, casa domnitoare de Württemberg era formată din conți care domneau fiecare pe o bucățică din Ducatul Suabiei, care s-a dezmembrat după moartea lui Conrad I în 1268.
Frontierele Regatului Württemberg, așa cum au fost ele definite în 1813, se aflau între paralelele de 47°34' și 49°35' latitudine nordică și între meridianele de 8°15' și 10°30' longitudine estică. Cea mai mare distanță nord-sud era de 225 km și cea mai mare distanță est-vest — de 160 km. Granița avea o lungime totală de 1800 km. Suprafața țării era de 19.508 km².
La est, se învecina cu Bavaria, și în celelalte trei direcții cu Baden, cu excepția unei mici porțiuni din sud, care se învecina cu exclava prusacă Hohenzollern și cu lacul Konstanz.